# Methodus (книга Мёнха)
Methodus plantas horti botanici et agri Marburgensis («Метод растений Марбургского ботанического сада») — опубликованная в 1794 году работа в двух томах, написанная немецким ботаником Конрадом Мёнхом (1744—1805).
Стандартное обозначение названия книги при использовании в номенклатурных цитатах — Methodus (Moench)

## Общая информация
Полное название работы — Methodus plantas horti botanici et agri Marburgensis, a staminum situ describendi, auctore Conrado Moench.
Работа была напечатана в Марбурге 4 мая 1794 года. Содержит 780 страниц с описаниями принципов классификации, предлагаемой автором, и с описаниями растений, а также 8 страниц предисловия и 18 страниц алфавитного указателя родов.
2 мая 1802 года в Марбурге было напечатано дополнение к «Методу» — Supplementum ad methodum plantas, — включавшее описания ряда новых родов и видов растений на 328 страницах.
В 1966 году в Кёнигштайне было издано факсимиле Methodus и Supplementum ad methodum, также включавшее вступление и биографию автора, подготовленные Уильямом Томасом Стерном.

## Характеристика работы
Мёнх был противником системы классификации Линнея, был сторонником систем Медикуса, Гертнера и Гледича. Также он не принял большинство объединений и номенклатурных изменений Линнея, касавшихся родов, предложенных Турнефором. Вместе с тем Мёнх принял бинарную номенклатуру Линнея. Он восстановил самостоятельность ряда родов, а также предложил несколько новых — в частности, Sorghum, Kniphofia, Lamarckia.
Мёнх даёт подробное обоснование своему методу классификации, приводит диагностические описания видов, в отдельных случаях приводя подробные обсуждения проблем систематики отдельных групп растений. Также Мёнх чётко указывает экологические особенности и ареал описываемых видов, что довольно редко встречается в ботанической литературе конца XVIII века.
Система классификации, принятая в работе, близка к системе Гледича 1749 и 1764 годов, основанной на расположении тычинок по отношению к другим частям цветка растений.